# Fotbal na Letních olympijských hrách 2020
Fotbalové turnaje mužů a žen na Letních olympijských hrách 2020 se odehrály od 21. července do 7. srpna 2021 v japonských městech Kašima, Saitimě, Sapporo, Sendai, a Jokohamamě.

## Stadiony
- Nový olympijský stadion (Tokio) (kapacita 60 102) [1]
- Tokyo Stadium (kapacita 48 000) [2]
- Saitama Stadium 2002 (kapacita 62 000) [3]
- Nissan Stadium (kapacita 70 000) [4]
- Kashima Soccer Stadium (kapacita 42 000) [5]
- Miyagi Stadium (kapacita 48 000) [6]
- Sapporo Dome (kapacita 42 000) [7]

## Mužský turnaj
| Zlato    | Stříbro   | Bronz  |
| Brazílie | Španělsko | Mexiko |

## Ženský turnaj
| Zlato  | Stříbro | Bronz |
| Kanada | Švédsko | USA   |